# Hemikyptha
Hemikyptha ist eine Gattung der Buckelzirpen (Membracidae), einer Familie der Rundkopfzikaden (Cicadomorpha) aus der Überfamilie der Membracoidea.

## Merkmale
Die Arten der Gattung Hemikyptha gehören zu den größten Buckelzikaden mit über 25 Millimeter Länge. Die Vertreter der Gattung sind kräftig gebaut, das Pronotum hat zwei, meist spitze Hörner, die nach vorne seitlich gerichtet sind und einen spitzen, dachförmigen Fortsatz nach hinten, der bis zum Ende der Vorderflügel reicht. Einen ähnlichen Habitus findet man in der Gattung Hyphinoe. Die Färbung ist meist dunkelbraun oder braun-schwarz gefleckt. 

## Verbreitung
Die Arten der Gattung sind ausschließlich in der Neotropis beheimatet. Aus mehreren Ländern bekannt sind Hemikyptha marginata und Hemikypta scutelligera.

## Lebensweise
Über die Lebensweise der Arten ist praktisch nichts bekannt, sie werden meist einzeln gefunden.

## Systematik
Die Gattung Hemikyptha umfasst gegenwärtig neun Arten.
- Hemikyptha atrata Fonseca & Diringshofen, 1969
- Hemikyptha braziliensis Fabricius, 1775
- Hemikyptha compressicornis Fairmaire, 1846
- Hemikyptha crux Linnaeus, 1758
- Hemikyptha durantoni Arnaud, 2002
- Hemikyptha gigas Fonseca, 1935
- Hemikyptha marginata Fabricius, 1775
- Hemikyptha punctata Fabricius, 1775
- Hemikyptha scutelligera Lesson, 1832